# Jens Edman
Jens Edman (ur. 28 grudnia 1976 roku w Västervik) – szwedzki kierowca wyścigowy.

## Kariera
Edman rozpoczął karierę w wyścigach samochodowych w 1997 roku od startów w Junior Touring Car Cup Sweden, gdzie pięciokrotnie stawał na podium, w tym czterokrotnie na jego najwyższym stopniu. Uzbierane 125 punktów dało mu tytuł mistrza serii. W późniejszych latach Szwed pojawiał się także w stawce Swedish Touring Car Championship, European Super Touring Championship, Danish Touringcar Championship, Volvo S60 Challenge Sweden, European Touring Car Championship, DM Revanchen - 4h, Skandynawskiego Pucharu Porsche Carrera, European Touring Car Cup, Le Mans Series, Italian Super Touring Car Championship, World Touring Car Championship, Camaro Cup Sweden, Auto-G Danish Thundersport Challenge, V8 Thunder Cars - Solvalla oraz V8 Thunder Cars Sweden.
W World Touring Car Championship Szwed wystartował w trzech wyścigach sezonu 2006. Jednak nigdy nie zdobywał punktów. Podczas obu wyścigów niemieckiej rundy uplasował się na dwudziestej pozycji, co było jego najlepszym wynikiem w mistrzostwach.